# Samuel Jackson Pratt

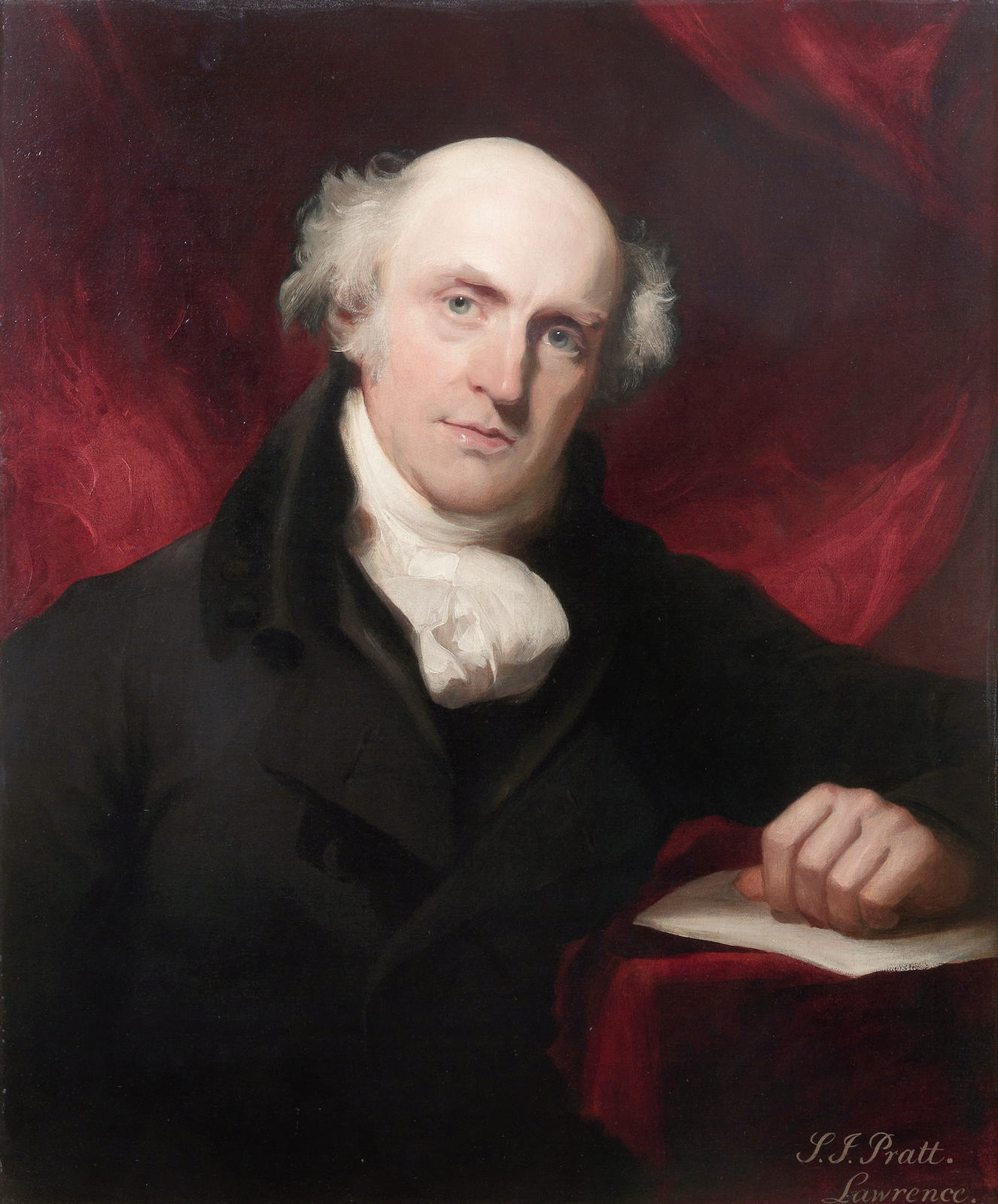
Samuel Jackson Pratt, by Thomas Lawrence

Samuel Jackson Pratt fue un escritor nacido en Huntingdon, Inglaterra en el año 1749 y fallecido en el año 1814.
En sus obras, Pratt ha dado pruebas de un exquisita delicadeza de sentimientos y de una gran riqueza de imaginación.
Pratt también compuso muy buenas poesías y piezas dramáticas y algunas de sus obras han sido traducidas al idioma francés.
Algunas ediciones de sus obras:
- The new cosmetic, Cambridge: Chadwyck-Healey, 1997
- Love's trials, Cambridge, 1997
- Fire and frots, Cambridge, 1996
- Humanity, Cambridge, 1992
- Otras obras